# Drop (rugby)
Un drop goal è una delle azioni che frutta punti nel rugby, sia a 15 che a 13. Si segna in una situazione di gioco aperto, calciando il pallone dopo averlo lasciato rimbalzare sul suolo e facendolo passare in mezzo ai pali e al di sopra della traversa.
Il suo valore in termini di punteggio è di tre punti nel rugby a 15 e uno nel rugby a 13, dove è più frequentemente chiamato "field goal". Dopo un drop realizzato, la ripresa del gioco è affidata alla squadra che l'ha subito, con un calcio da centrocampo. Se il tentativo di drop non dovesse andare a buon fine, il gioco continua seguendo le normali regole (drop-out dalla linea dei 22 metri se la palla esce dal campo, viceversa il gioco continua a meno che un difensore non effettui un toccato a terra nella propria area di meta, senza passare l'ovale, in questo caso verrà giocato un drop-out a favore della squadra in difesa).
Un drop può essere tentato in qualsiasi momento, purché il pallone sia in gioco. La squadra difendente può impedirne la realizzazione, o placcando il calciatore prima che questi scagli il pallone tra i pali, o ponendo il proprio corpo tra ovale e pali (chiaramente pochi istanti dopo l'impatto tra pallone e piede del calciatore).

## Rugby a 15
È un'azione non rara in una partita di rugby a 15. Tuttavia, qualora una squadra si ritenga più forte della sua avversaria nel gioco aperto, essa predilige certamente la possibilità di andare in meta.
Vi sono scuole rugbistiche che ne fanno ampio uso, dal Sudafrica all'Inghilterra, soprattutto vista la presenza di specialisti di questo gesto tecnico (in tempi recenti, Jonny Wilkinson e François Steyn). Altre culture rugbistiche, invece, prediligono il gioco alla mano e quindi l'uso del piede solo per calci tattici, punizioni e trasformazioni: la Nuova Zelanda, ad esempio, sotto di due punti a pochi minuti dalla fine del quarto di finale dei Mondiali del 2007 contro la Francia, avrebbe potuto sfruttare un calcio di Nick Evans per ribaltare la situazione, ma gli All Blacks preferirono tentare un disperato raggiungimento della linea di meta.

### Drop storici
- Joël Stransky, nella finale del Mondiale 1995 contro la Nuova Zelanda, a Johannesburg, segna il drop che portò il risultato finale sul 15-12 e dà al Sudafrica la Coppa del Mondo;
- Jerry Guscott, con la maglia dei British Lions, nel secondo fondamentale match contro il Sudafrica, nel tour sudafricano dei Lions nel 1997;
- Jannie de Beer, nel quarto di finale del Mondiale del 1999 contro l'Inghilterra, realizza ben 5 drop;
- Stephen Larkham, nella semifinale del Mondiale del 1999 realizza un drop da 48 metri che consente all'Australia di accedere alla finale, poi vinta;
- Gert Peens, al Sei Nazioni 2002 durante il match tra Irlanda e Italia, segna un drop goal da oltre 50 metri stabilendo un record mondiale, che verrà superato da Andrew Miller nel 2003.
- Andrew Miller, nella terza partita del girone B del Mondiale 2003 contro le Figi, realizza un drop da 52 metri di distanza facendo registrare un nuovo record internazionale per il drop calciato da più lontano nella storia del rugby[senza fonte];
- Jonny Wilkinson, nella finale del Mondiale 2003 contro l'Australia, a Sydney, realizza il drop decisivo a pochi istanti dalla fine del secondo supplementare, fissando il risultato sul 20-17;
- Ronan O'Gara durante la partita Galles - Irlanda del Sei Nazioni 2009 realizza il drop che consente all'Irlanda di battere il Galles e realizzare il Grande Slam.

## Rugby a 13
Nel rugby a 13, da quando il suo valore fu ridotto da due a un punto negli anni settanta, il drop viene usato prevalentemente per uscire da una situazione in cui il punteggio è bloccato.
La sua funzione è stata riscoperta in Australia, da quando è stato introdotto nella National Rugby League il golden point, simile concettualmente al golden goal calcistico.